# Paul Samuelson
Pour les articles homonymes, voir Samuelson.
Paul Anthony Samuelson, né le 15 mai 1915 à Gary (Indiana, États-Unis) et mort le 13 décembre 2009 à Belmont (Massachusetts), est un économiste américain, Prix de la Banque de Suède en 1970 et chef de file de l'école qu'il appela la « synthèse néo-classique », qui entendait reprendre à son compte à la fois les théories de Keynes en macroéconomie et les enseignements néoclassiques en microéconomie.
Samuelson est, avec John Hicks, considéré comme « le père » de la microéconomie traditionnelle actuelle. Certains de ses pairs, dont Kenneth Arrow et Jagdish Bhagwati, le considèrent comme le plus grand économiste de tous les temps.

## Biographie

### Jeunesse et études
Paul Samuelson, descendant d'immigrés juifs ashkénazes polonais yiddishophones, est né d'un père pharmacien à Gary dans l'Indiana. Il déménage à Chicago à l'âge de huit ans. Arrivé à l'Université de Chicago en retard, car n'ayant pas encore terminé ses examens trimestriels qui lui donnent accès au diplôme de fin d'études secondaires, il est inscrit à un cours de rattrapage en économie élémentaire, sous la houlette de Aaron Director.
À l'université, il fait la connaissance de ceux qui deviendront par la suite de grands noms de la discipline, notamment George Stigler, Milton Friedman, Allan Wallis... Il obtient sa licence en 1935 et son Master of Arts (maîtrise) l'année suivante dans la même université. 
Il quitte Chicago avant d'achever sa thèse, une bourse lui ayant été accordée par le Conseil de la recherche en sciences sociales qui le juge parmi les plus brillants de la promotion 1935. Cette bourse étant conditionnée au choix d'une université autre que celle où l'étudiant suit son premier cycle, Samuelson choisit l'université Harvard. Il écrira plus tard que ce choix n'était pas fondé sur des raisons rationnelles, « en quête de vieilles pierres envahies par le lierre ». Il manque de repartir aussitôt, tant le coup d'œil jeté sur le campus le rebute. « On ne peut pas dire que ce fut le coup de foudre », confiera-t-il plus tard.
Il étudie alors auprès de Joseph Schumpeter et Wassily Leontief, Alvin Hansen, et surtout E.B. Wilson, physicien, pour qui il conçoit une estime considérable. Il fait aussi la connaissance de quelques futures étoiles du monde scientifique : parmi les jeunes assistants et condisciples, on trouve John Kenneth Galbraith, Alan et Paul Sweezy, R. Aaron Gordon, Abram Bergson, Richard Musgrave, Shigeto Tsuru, Llyold Metzler, Robert Triffin, Richard Goodwin, James Tobin et quelques autres encore. La cohorte des savants qu'il côtoie à l'époque ne le laisse pas indifférent, et il écrira quelques années plus tard : « Si Harvard nous a formés, c'est nous qui avons fait Harvard. »
Il écrit l'essentiel de son ouvrage Foundations of economic analysis alors qu'il n'est encore qu'un étudiant de 22 ans en mal de thèse. En réalité, ce livre constitue sa thèse de doctorat, qui bénéficie du concours inestimable de celle qui deviendra sa femme, Marion Graford, et qui est alors étudiante en sciences économiques comme lui. Sa thèse lui vaut le prix David A. Wells de l'université. Ses premiers travaux lui apportent une rapide reconnaissance de ses pairs, à l'instar de Interaction between the multiplier analysis and the principle of acceleration, publié par la Review of Economic and Statistics, qui lui vaut une renommée internationale immédiate. Dans cet article d'exercice – sous la direction d'Aaron Hansen – il théorise l'oscillation de Samuelson pour décrire le cycle économique. Il obtient donc son Ph.D. à Harvard.

### Parcours professionnel
En 1940, il devient professeur-assistant au département des sciences économiques et chef de travaux dans la section historique, administrative et économique de Harvard. Un mois plus tard, le Massachusetts Institute of Technology lui offre une chaire de professeur titulaire. Harvard ne fait rien pour le retenir. Après la Seconde Guerre mondiale, son ancien employeur essaiera au moins à deux reprises de le reprendre, mais sans succès : il déclinera l'offre. Alors professeur-émérite au Massachusetts Institute of Technology, Samuelson s'emploie à agrandir le département d'économie de cette institution. Il publie son second ouvrage, L'Économique, en 1948. Ce livre demeure le manuel d'économie le plus vendu à ce jour ; il a servi de manuel de référence à des générations d'étudiants. Son ancien condisciple, George Stigler déclarera : « Le professeur Samuelson avait atteint la gloire ; il cherche maintenant la fortune ». Et le livre rapportera des millions de dollars à la famille Samuelson.
Sa notoriété étant de plus en plus grande, celui que Peter Kenen surnomme l'« éternel enfant terrible » obtient la médaille John Bates Clark en 1947, attribuée par l'American Economic Association à l'économiste de moins de quarante ans censé avoir le plus contribué aux progrès de la pensée économique. Après la guerre, Samuelson s'impose comme l'un des économistes les plus influents auprès du gouvernement américain ; il est particulièrement proche de John Fitzgerald Kennedy, qui en fait son conseiller économique à la Maison-Blanche. Son influence sur la science économique est aussi pédagogique et il a contribué directement ou indirectement à la formation de jeunes étudiants, devenus depuis des économistes de renom comme Hernando de Soto, Edmund Phelps, Joseph Stiglitz, Robert Mundell, Jagdish Bhagwati.
Une année après son couronnement, l'université de Chicago souhaite l'employer. Theodore Schultz, alors président du département de la science économique de ladite université, lui écrit : « Nous aurons ainsi deux têtes, deux pensées, d'obédience philosophique différente – la vôtre et celle de Milton Friedman – et cela sera fécond ». Il y réfléchit, puis décline l'offre sous prétexte que le changement, la polarisation (qui le rendrait extrémiste) et l'inévitable polémique seraient une perte de temps.
Samuelson est l'un des économistes les plus prolifiques, avec plusieurs centaines d'articles pionniers et deux ouvrages à son actif. Ce qui fut sa thèse sera publié en 1947, dans laquelle il dénonce les incohérences et les approximations du discours économique classique et prône l'utilisation des mathématiques pour mieux comprendre les phénomènes économiques. Il y explique comment on peut déduire des « lois » à partir des comportements individuels, et ceci dans une perspective d'équilibre général, et y formule mathématiquement la théorie du « tâtonnement walrasien ».
Il est élu président de l'International Economic Association en 1965.
Il obtient le prix Nobel d'économie en 1970 « pour le développement de la théorie économique en statique et en dynamique et pour avoir élevé le niveau d'analyse en science économique ». Il est le troisième lauréat de ce prix après le premier prix attribué conjointement en 1969, et le premier Américain.

## Apports
Se décrivant lui-même comme « le dernier généraliste de l'économie », Samuelson touche à de très nombreux domaines de l'économie. « C’est probablement l’auteur contemporain qui a eu le plus d’influence à ce point de vue, car rares sont les domaines de l’économie qu’il n’a pas abordés, d’une façon ou d’une autre. » Il est notamment réputé pour ses travaux sur l'inflation, qu'il considère comme l'un des plus grands dangers pour les sociétés occidentales, mais il craint tout autant la psychose de la déflation, qui risque d'être tout aussi néfaste.
Cherchant des fondements microéconomiques à la macroéconomie, il est considéré comme l'un des initiateurs de la « synthèse néoclassique ». Il a ainsi donné son nom à un modèle qui reprend l'effet multiplicateur keynésien et le principe de l'accélérateur (« oscillateur de Samuelson »). L'interaction de ce multiplicateur et de cet accélérateur peut engendrer des cycles (ou « oscillations »), dont l'origine est endogène, du fait de problèmes de comportement et de coordination.
Enfin, il est à l'origine en 1958, avec Maurice Allais en 1947 et ensuite Peter Diamond en 1965, des modèles à générations imbriquées qui ont trouvé de nombreuses applications en macroéconomie (croissance, retraites, migrations, environnement) et plus récemment en théorie monétaire (inflation, seigneuriage et dette publique).
Sa participation à l'élaboration du modèle Heckscher-Ohlin-Samuelson aboutit à la théorisation du fait que les échanges entre pays sont dus à des différences dans leurs dotations en facteurs de production, plutôt qu'à leurs caractéristiques propres, comme le suggérait précédemment David Ricardo. Dans le domaine de la théorie du commerce international, il a remis en question les avantages comparatifs dans un article publié en 2004. Il y développe ce qu'il appelle « l'acte II » dans un modèle appliqué aux relations entre la Chine et les États-Unis. Cette analyse totalement novatrice déstabilise la croyance dans les bienfaits automatiques du commerce international en posant l'hypothèse que les États-Unis pourraient être à long terme perdants lors du commerce avec la République populaire de Chine. En effet, la Chine profitant à la fois de transferts technologiques et du phénomène d'imitation remonterait les filières : sa spécialisation équivaudrait, voire dépasserait la spécialisation américaine (on retrouve peu ou prou le modèle de rattrapage économique que décrivait Alexander Gerschenkron). Cette thèse a suscité de nombreuses réactions.

### Thermodynamique et économie
Samuelson est l'un des pionniers économistes à généraliser, dans un cadre économique, l'usage des modèles mathématiques mis en place pour l'analyse thermodynamique. Ainsi, il a fait passer l'économie de « discipline principalement littéraire en un domaine du savoir hautement mathématique, formalisé et axiomatisé ». À l'université Harvard, il est le protégé du polymathe Edwin Bidwell Wilson qui avait étudié avec Willard Gibbs, l'un des fondateurs de l'analyse vectorielle et, par ailleurs, mentor de l'économiste américain Irving Fisher, également influencé par ses idées sur l'équilibre d'un système économique.
Le maître-ouvrage de Samuelson, Foundations of Economic Analysis, publié en 1947 et tiré de sa thèse, est fondé sur la thermodynamique chimique de Willard Gibbs, et plus spécifiquement sur sa publication datant de 1876, Équilibre des substances hétérogènes. Se fondant sur le principe de Le Chatelier, un principe que Samuelson découvre lors d'une conférence de Wilson, il établit la méthode des statistiques comparatives en économie. Cette méthode permet d'expliquer le changement de l'équilibre d'un système sous contrainte de maximalisation lorsque l'une des variables est marginalement resserrée ou relâchée. Ce faisant, il utilise le principe de Henry Le Chatelier, l'un des tout premiers à traduire Gibbs en français (1899).

## Publications
- 1939 : Interaction Between the Multiplier Analysis and the Principle of Acceleration, The Review of Economics and Statistics, vol 21, no 2, pages 75–78.
- 1947 : Foundations of Economics Analysis, traduction française sous le titre Les Fondements de l'analyse économique, Paris, Dunod et Gauthier-Villars, 1971 édition enrichie parue en 1983. Foundations of Economic Analysis, Harvard University Press
- 1948 : Economics: an Introductory Analysis, (nombreuses rééditions), traduction française sous le titre L'Économique, Paris, Armand Colin, 1983, puis, en collaboration avec William D. Nordhaus sous le titre Économie, Paris, Economica, 2000.

- 1952. « Economic Theory and Mathematics — An Appraisal », American Economic Review, 42(2), pp. 56-66 (press +).
- 1953 : Balanced Growth Under Constant Returns to Scale (avec Robert Solow), Econometrica
- 1954. Paul A. Samuelson (1954). "The Pure Theory of Public Expenditure". Review of Economics and Statistics (The MIT Press) 36 (4): 387–389. doi:10.2307/1925895
- 1958. Linear Programming and Economic Analysis with Robert Dorfman and Robert M. Solow, McGraw–Hill
- 1955 : Readings in Economics
- 1965 : « Proof That Properly Anticipated Prices Fluctuate Randomly »; Industrial Managment Review, 6 (2): 41
- 1966 : The Pasinetti Paradox in Neoclassical and More General Models (avec F. Modigliani), The Review of Economic Studies
- 1966-86. The Collected Scientific Papers of Paul A. Samuelson, MIT Press. Article-preview links below by scrolling to CONTENTS.

1966. Volume I 1937–mid-1964.Previews.
1966. Volume II 1937–mid-1964. Previews.
1972. Volume III mid-1964–1970. Previews.
1977. Volume IV 1971–76. Table of Contents via Volume V, pp. 1023-1028 (preview links there inaccurate).
1986. Volume V 1977–1985. Previews.
En préparation, Volumes VI and VII 1986–2009.
- 2007. Inside the Economist's Mind: Conversations with Eminent Economists with William A. Barnett, Blackwell Publishing,  (ISBN 1-4051-5917-0)